# Onthophagus mopsus
Onthophagus mopsus é uma espécie de inseto do género Onthophagus, família Scarabaeidae, ordem Coleoptera.

## História
Foi descrita cientificamente por Fabricius em 1792.